# Histereza sprężysta
Histereza sprężysta – zjawisko ilustrowane wykresem w kształcie pętli zależności odkształcenia ciała stałego od naprężenia; przejaw tarcia wewnętrznego i rozpraszania energii na skutek rozciągania i ściskania sprężystego ciała stałego w nie pełni odwracalnym procesie.